# 룽청구 (제양시)

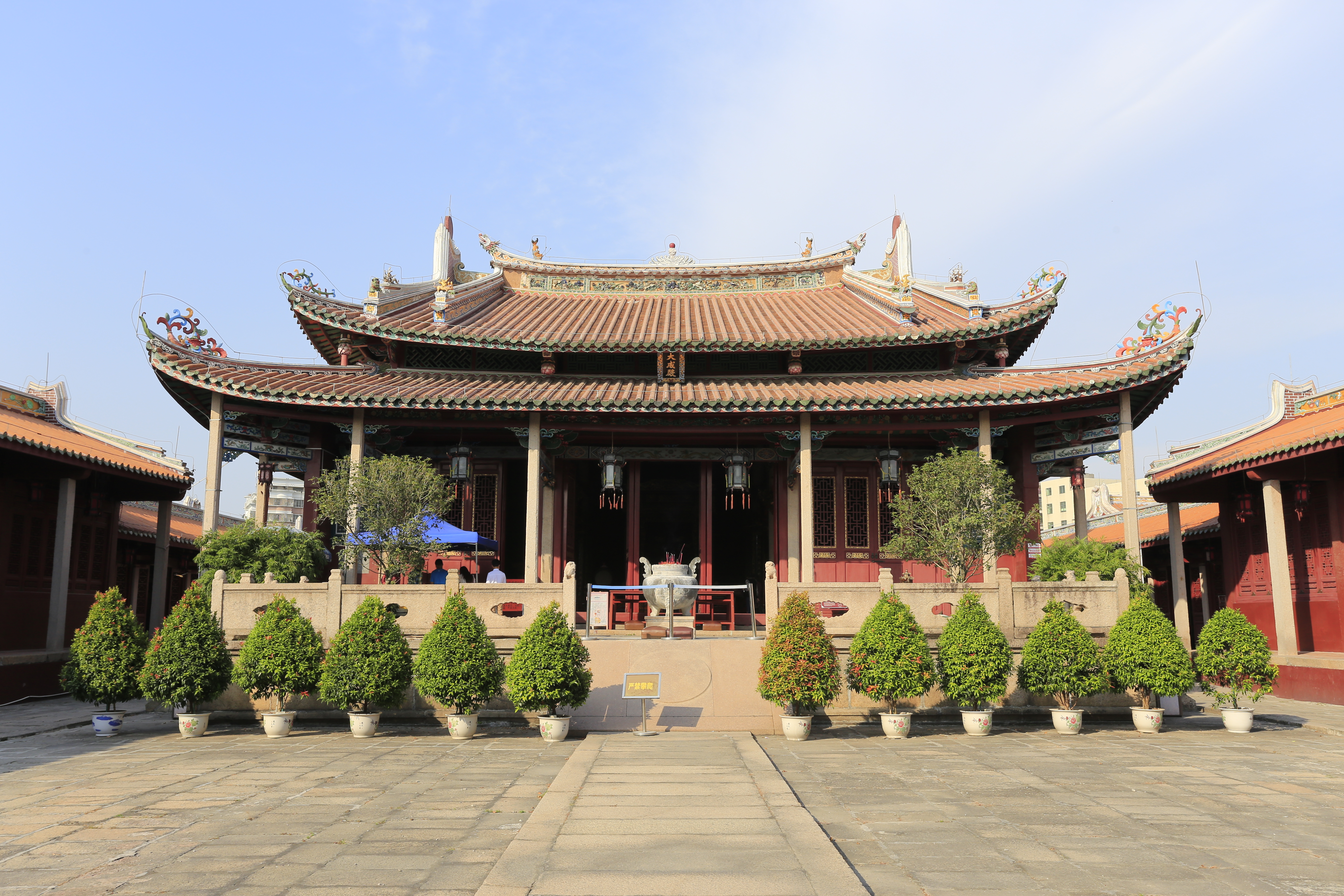

룽청구(한국어: 용성구, 중국어: 榕城区, 병음: Róngchéng Qū)는 중화인민공화국 광둥성 제양 시의 현급 행정 구역이다. 넓이는 182km2이고, 인구는 2007년 기준으로 680,000명이다.

## 기후
연평균 기온은 21.5℃이고, 연평균 강수량은 1,701.4mm이다.

## 행정 구역
11개 가도, 1개 진을 관할한다.
- 가도: 新兴街道, 榕华街道, 中山街道, 西马街道, 榕东街道, 仙桥街道, 梅云街道, 东阳街道, 磐东街道, 东升街道, 东兴街道
- 진: 渔湖镇